# Сельцо (Марьинское сельское поселение)
Сельцо́ — деревня в Торжокском районе Тверской области. Относится к Марьинскому сельскому поселению.
Находится в 3 км к юго-востоку от села Марьино.

## Население
| 2010 |
| ---- |
| 9    |

## История
Во второй половине XIX — начале XX века деревня Сельцо относилась к Раевскому приходу Марьинской волости Новоторжского уезда. В 1884 году — 49 дворов, 295 жителей.
В 1940 году деревня в составе Медновского района Калининской области.
Жители деревни трудились в колхозе «Борьба».
В 1996 году в деревне Сельцо 17 хозяйств, 24 жителя; в 2002 году — 16 жителей, 5 мужчин и 11 женщин.